# 셰르파

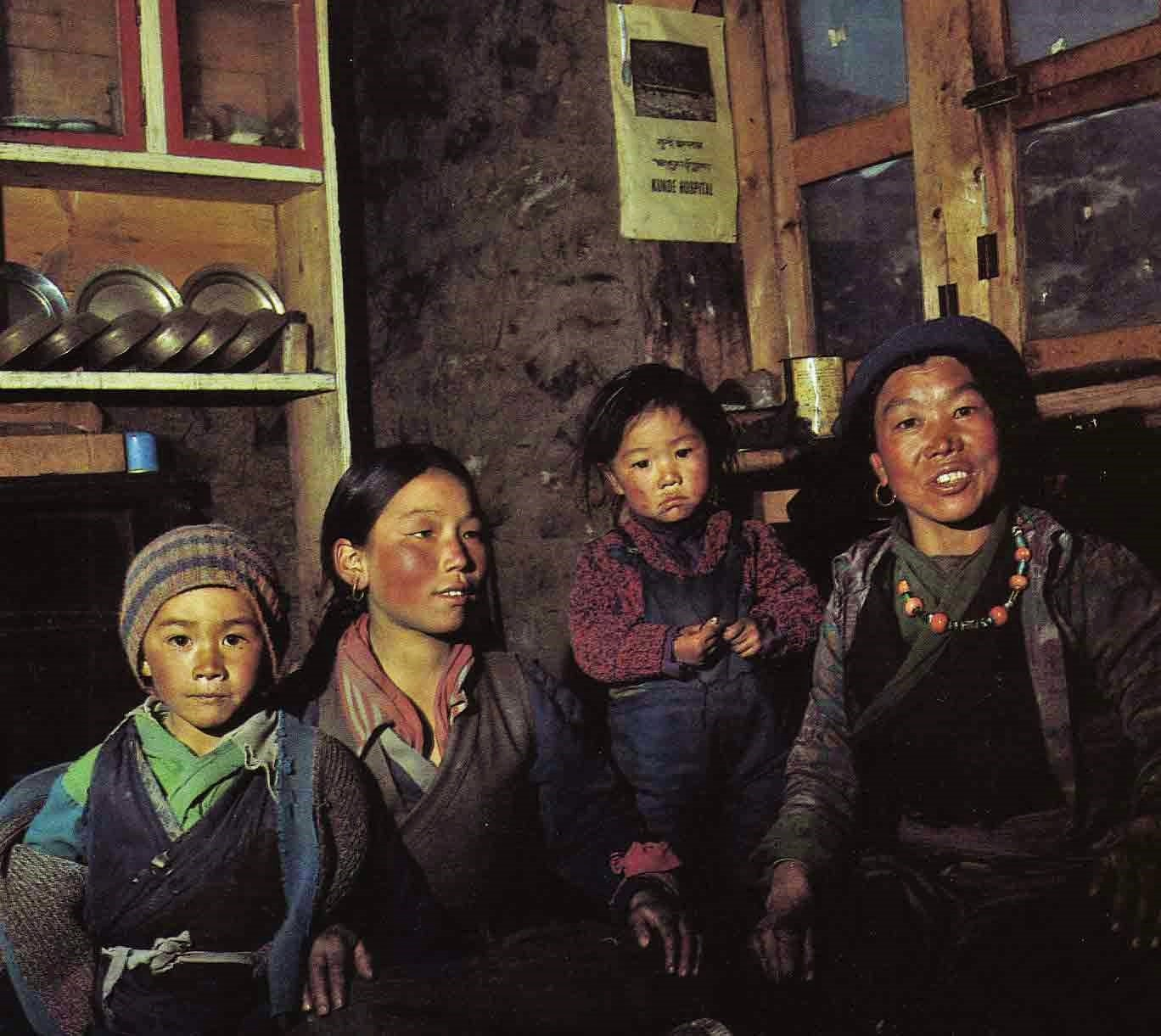
셰르파 가족

셰르파(티베트어: ཤར་བ་)는 네팔의 산악 지대에 거주하는 민족이다. 티베트어로 'ཤར་(shar)'와 'བ་(pa)'는 각각 '동쪽'과 '사람'을 의미하고 있어 동쪽에서 온 사람을 의미하는데, 셰르파가 약 500년 전에 티베트에서 네팔 산악지대로 이주한 데서 유래하였다. 주로 불교를 믿으며 셰르파어 또는 네팔어를 사용한다.
셰르파는 히말라야의 고산지대에 거주하고 있어 고소 적응 능력이 뛰어난데, 최근에는 히말라야의 고봉을 오르는 산악인 혹은 산악 원정대의 안내와 짐꾼으로 활약하고 있어 "원정을 돕는 사람들"이라는 보통명사로 사용되고 있기도 하다.
실제로 원정 초기부터 셰르파는 고산 정복에서 중요한 역할을 담당하였는데, 텐징 노르가이는 1953년 에드먼드 힐러리와 함께 에베레스트 산에 최초로 오르기도 하였다. 그리고 아파 셰르파는 2006년 5월 19일 에베레스트에 16회나 등정하는 기록을 남기기도 하였다.

## 같이 보기
- 네팔의 인구